# Стратиковская
Стратиковская — река на Камчатке, в Быстринском районе Камчатского края. Левый приток Андриановки.
Длина реки — 17 км. Протекает на крайнем юге района среди гор Срединного хребта. Исток на высоте более 1300 м над уровнем моря. Течёт общим направлением на восток, в устьевой части отклоняется на юг. Впадает в Андриановку в 66 км от её устья, в 2 км к востоку от урочища Асхадач.

## Данные водного реестра
По данным государственного водного реестра России относится к Анадыро-Колымскому бассейновому округу.
Код водного объекта — 19070000112120000013185.